# Gotthard Marquard

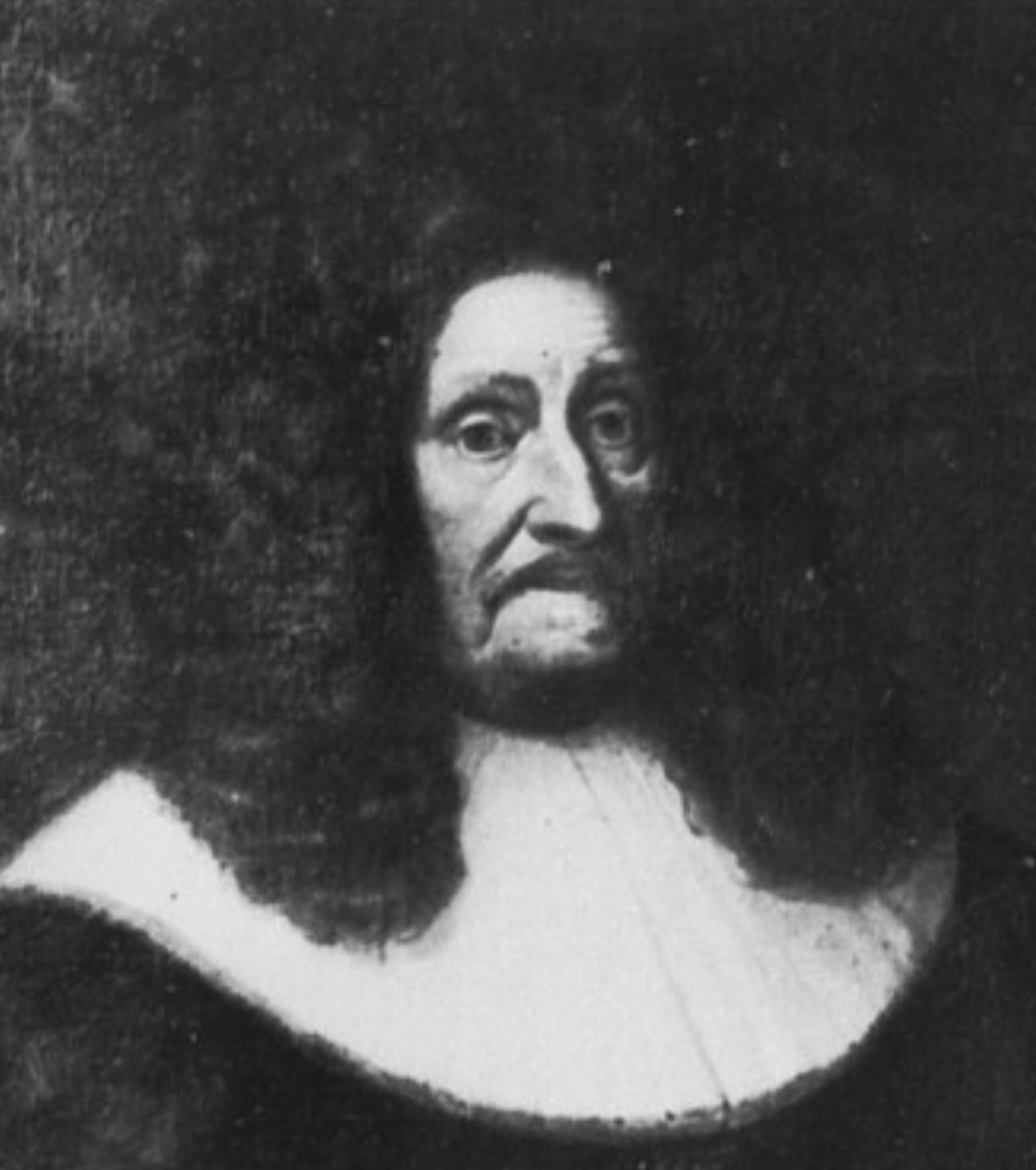
Bürgermeister Gotthard Marquard

Gotthard Marquard (* 12. Juni 1611 in Lübeck; † 1. April 1694 ebenda) war ein Jurist und Bürgermeister der Hansestadt Lübeck.

## Leben
Marquards Vater war Kaufmann und aus Livland nach Lübeck zugewandert. Sein älterer Bruder Johann Marquard war als Jurist bereits vor ihm bis zum Lübecker Bürgermeister aufgestiegen und 1668 vorverstorben. Gotthard Marquard studierte Rechtswissenschaften an der Universität Leipzig. Danach führte ihn seine Grand Tour nach Livland und nach Belgien, Frankreich und England. Anschließend wurde er niedergelassener Advokat in Lübeck. 1674 wurde er in den Rat der Stadt gewählt und 1692 im Rat zu einem der vier Bürgermeister der Stadt bestimmt.
Marquardt heiratete eine Tochter des Ratsherren Jürgen Wibbeking. Nach seinem Tode wurde ihm ein Epitaph in der Lübecker Petrikirche gesetzt, das dort nicht mehr erhalten ist. Sein ebenfalls 1694 knapp fünf Monate nach ihm verstorbener Sohn Gotthard Marquard wurde Ratssekretär in Lübeck.